# Artal de Foces II
Artal de Foces, señor de Foces, fue un caballero descendiente de un linaje de la alta nobleza aragonesa, oriundo de la localidad de Ibieca, cuyos orígenes se remontan al siglo XI,

## Biografía
Contrajo matrimonio con Esclaramonda, hija de Sancho de Mallorca, hijo bastardo de Fernando de Mallorca y de Laura de Roselló, hija a su vez de Ferrer de Roselló, quien falleció antes del 1371.

En 1371 Artal se casó en segundas nupcias con la noble ampurdanesa Sibila de Fortiá, bastantes años más joven que el.

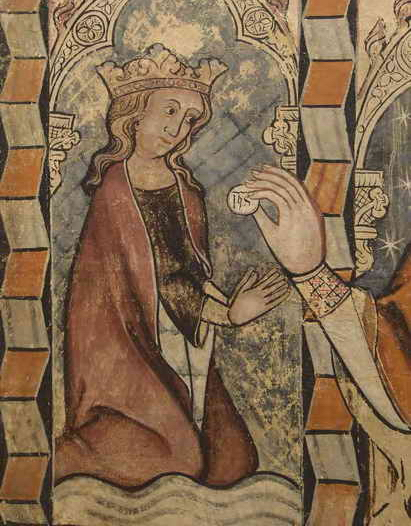
Sibila de Fortiá, sgunda esposa de Artal de Foces.

Artal fue consejero de Leonor de Sicilia, la tercera esposa del rey Pedro IV de Aragón, y fue armado caballero por el rey en reconocimiento a sus servicios; fue así como la joven y bella Sibila entró en el entorno real, pasando desde su oscuridad provinciana a la Corte del reino. A los pocos años la reina Leonor y Artal fallecieron, y ambos viudos, Pedro y Sibila, se hicieron amantes y, finalmente, se casaron en 1377.